# Gašerbrum II
Gašerbrum II ali Gasherbrum II (kitajsko: 加舒尔布鲁木II峰; pinjin: Jiāshūěrbùlǔmù II Fēng), 8035 m, je osemtisočak v osrčju Karakoruma, na meji med Pakistanom in Kitajsko.
Gora je 13. najvišja na svetu (višji vrhovi: Everest, 8848 m, K2, 8611 m, Kangčendzenga, 8586 m, Lotse, 8516 m, Makalu, 8463 m, Čo Oju, 8201 m, Daulagiri I, 8167 m, Manaslu, 8163 m, Nanga Parbat, 8125 m, Anapurna I, 8091 m, Gašerbrum I, 8068 m, Broad Peak, 8047 m), 4. najvišja v Karakorumu (za K2, Gašerbrumom I in Broad Peakom) ter 3. najvišja v skupini Gašerbrumov (višja sta Gašerbrum I in Broad Peak). Vrh ima obliko strme in pravilno oblikovane piramide, ki je na eni strani skalnata, na drugi pa zasnežena. 
Prvi vzpon na goro se je posrečil 7. julija 1956 avstrijski odpravi. Vrh so dosegli vodja odprave Fritz Moravec ter člana Josef Larch in Hans Willenpart.

## Geografija
Gašerbrum II se nahaja na meji med Gilgit-Baltistanom (Pakistanom) in Xinjiangom (Kitajsko). Je del severozahodnega predela Himalaje, ki ga imenujemo Karakorum. Nahaja se na skrajnem robu Južnega Gašerbrumskega ledenika in je z 8035 m tretja najvišja gora v skupini Gašerbrumov. Bližnji Gašerbrum III je včasih omenjen kot stranski vrh Gašerbruma II.

## Ime
Leta 1856 je Thomas George Montgomerie goro poimenoval K4. Tako kot ima podobno ime slavni K2 - Karakorum 2, ima Gašerbrum II ime Karakorum 4 oz. četrta gora v Karakorumu. Ime Gasherbrum izhaja iz dveh besed jezika ljudstva Balti: rgasha (v pomenu 'lepa') in brum (v pomenu 'gora'). Ime ne pomeni Sijoča stena (Shining wall), kot je William Martin Conway leta 1892 poimenoval zahodno steno Gašerbruma IV.

## Dostop
Ob koncu drugega tisočletja so Angležinja Elizabeth Hawley, Poljak Jan Kielkovski in Bask Xavier Eguskitza, trije najuglednejši kronisti himalajskih dogajanj, stastistično povzeli dogajanja na osemtisočakih od prvega vzpona na Anapurno I (3. julija 1950) do 31. decembra 1999.
V 1950-ih je bilo na vrhove osemtisočakov opravljenih 4644 uspešnih vzponov. Na Gašerbrum II je bilo opravljenih 468 vzponov, kar ga uvršča na tretje mesto na lestvici (več vzponov je bilo opravljenih le na Everest - 1173 in Čo Oju - 1090). 
Trek do baze pod Gašerbrumom II se začne v mestu Skardu, kjer je regionalno letališče. Od tam je z džipi dva dni vožnje do vasice Askoli na višini 2900 m, kjer se cesta konča. Od tam alpinisti hodijo po kar 62 km dolgem ledeniku Baltoro, enem najdaljših ledenikov v Karakorumu. Z njega se odpira razgled na številne vrhove, med njimi najbolj izstopajo stolpi v skupini Trango (6286 m), Mašerbrum (7821 m), Muztagh Tower (7276 m) ter zahodna stena Gašerbruma IV, ki se ves čas približuje. Po desetih dneh hoda dosežejo lokacijo, ki jo imenujemo Konkordija (Concordia), stičišče treh ledenikov Zgornji in glavni Baltoro ter Godwin-Austen. Od tam se odpre pogled na dva izmed štirih osemtisočakov Karakoruma - K2 in Broad Peak. Pot se nato nadaljuje proti ledeniku Zgornji Baltoro in mimo gora, kot so Čogolisa (7665 m) ter Gašerbrum V in VI. Kmalu se odpre pogled tudi na Gašerbrum I. Preide na ledenik Abruzzi in popolnoma se odpre mogočna 2500 m visoka vzhodna stena Čogolise, pa tudi sosednja gora Čogolise Baltoro Kangri. Gašerbrum II in III se kmalu pokažeta, sledi prehod na Južni gašerbrumski ledenik, še zadnji ledenik, ki ga je potrebno prečkati na poti do vznožja gore. Med hojo po ledeniku so vidni vsi vrhovi Gašerbrumov.

## Zgodovina

### Prva raziskovanja
Gore v skupini Gašerbrumov so bile prvič raziskane leta 1909, ko sta jih odšla raziskat Luigi Amedeo Savojski (Abruzzi) in Vittorio Sella. Ledenik Abruzzi je poimenovan po raziskovalcu.
Leta 1934 se je mednarodna himalajska odprava pod vodstvom Günterja Dyhrenfurtha odpravila pod goro. Namen odprave je bil podrobno raziskovati Gašerbrum I in II. Na slednjem jim je uspelo priti 6250 m visoko.

### Prvi vzpon
Prvi vzpon na goro so leta 7. julija 1956 opravili trije Avstrijci: Fritz Moravec, Josef Larch in Hans Willenpart preko njenem jugozahodnem grebenu. Gašerbrum II je s tem postal eden redkih osemtisočakov, ki je bil preplezan v prvem poskusu. Odprava tudi ni zahtevala nobenih smrtnih žrtev. Zaradi tega gora upravičeno nosi naslov lažjega osemtisočaka.
Leta 1975 je na gori uspelo štirim odpravam. To so bile francoska odprava pod vodstvom Jeana-Pierra Fresafonda ter dve različni poljski odpravi. Prvo je vodil Janusz Onysczkiewcz, drugo pa Vanda Rutkiewicz. Gora je na francoski odpravi zahtevala prvo žrtev.
Štiri leta kasneje so vrh dosegli Reinhard Karl, Hans Shell (opravil prvenstven vzpon v Rupalski steni Nanga Parbata) in Kurt Diemberger (prvopristopnik na bližnji Broad Peak in Daulagiri I).
24. julija 1982 so vrh dosegli Reinhold Messner, Nazir Sabir in Sher Khan. Opravili so vzpon po novi smeri preko severozahodnega grebena. Messner je tistega leta osvojil še dva vrhova, ki presegata 8000 m. To sta bila Kangčendzenga in Broad Peak. O tem zelo uspešnem letu je napisal knjigo 3 x 8000: Moje veliko leto v Himalaji (nemško: 3 x 8000: Mein großes Himalaja-Jahr)

### Prvo prečenje Gašerbrumov
Julija 1984 se je Messner vrnil na vrh. Skupaj s Hansem Kammerlanderjem sta v alpskem slogu preplezala Gašerbrum II in Hidden Peak (Gašerbrum I) brez postanka v baznem taboru. Opravila sta prvo prečenje iz enega osemtisočaka na drugega.

### Prvi smučarski spust
Avgusta 1984 je francoska odprava dosegla vrh in opravila prvi spust s smučmi z vrha. 

### Prvi slovenski vzpon
Leta 1986 so Slovenci opravili prvi vzpon na goro pod vodstvom Vikija Grošlja. Cilj odprave sta bila Broad Peak in Gašerbrum II. Broad Peaka so se lotili najprej. Dosegli so vrh in se uspešno vrnili v dolino. V dva dni oddaljeno bazo pod Gašerbrumom II so odšli Bogdan Biščak, Pavle Kozjek, Andrej Štremfelj in vodja Viki Grošelj. Vrh je odprava osvojila iz baze v 32 urah. Če odštejemo 10 ur čakanja na višini 5900 m, je bilo plezanja samo 22 ur. To je bil daleč najhitrejši vzpon na vrh.
Julija 1996 je Jean-Christophe Lafaille ponovil Messnerjevo in Kammerlanderjevo smer prečkanja dveh najvišjih Gašerbrumov.
Leta 2006 sta Sebastian Haag in Benedikt Böhm goro preplezala dvakrat v enem tednu. 29. julija ob osmih zjutraj sta dosegla vrh in se z njega spustila s smučmi. 3. avgusta sta bazo ponovno zapustila in v šestih urah dosegla tabor IV. Od tam sta do vrha zaradi 50 cm novega snega potrebovala šest ur, z vrha pa sta se kot prvič spustila s smučmi. Drugi spust je bil zaradi novozapadlega snega še bolj nevaren, saj je bila stalna nevarnost plazov večja. 17 ur po tem, ko sta zapustila tabor I, sta ga spet dosegla in se varno spustila v bazo.

### Prvi vzpon iz Xinjianga
Karl Unterkircher in Daniele Bernasconi sta bila Italijana, ki sta dosegla vrh leta 2007 v alpskem slogu. Opravila sta prvenstven vzpon s kitajske strani gore. Leto prej je po tej smeri vzpon načrtovala nemško-švicarska odprava, a so zaradi plaza poskus opustili. Prvopristopnika sta napela okoli 1200 m fiksne vrvi in vrh osvojila 20. julija ob osmih zvečer. Noč sta prebila v bivak vrečah. Tretji član odprave Michele Compagnoni (vnuk prvopristopnika na K2 Achilleja Compagnonija) se je obrnil le 150 m pred vrhom. Odprava je sestopila po navadni smeri čez severozahodno stran gore. Opravili so prvo prečenje.

### Prvi zimski vzpon
2. februarja 2011 so Cory Richards, Denis Urubko in Simone Moro opravili prvi zimski vzpon. Vrh so dosegli ob 11:30 brez dodatnega kisika in nosačev. Richards je bil prvi Američan, ki je preplezal osemtisočaka pozimi. Odpravo je snemal in ustvaril film Cold.